# Första ivorianska inbördeskriget
Det första ivorianska inbördeskriget var ett inbördeskrig i Elfenbenskusten som började med ett militärt uppror den 19 september 2002 och slutade med freden i Ouagadougou den 4 mars 2007. Konflikten ställde den ivorianska presidenten Laurent Gbagbos regering mot ett uppror lett av Elfenbenskustens nya styrkor (Forces nouvelles de Côte d'Ivoire). Efter kriget skulle ett andra inbördeskrig (2010–2011) börja efter det ivorianska presidentvalet 2010.
Kriget föregicks av ett tumultartat decennium i Elfenbenskusten, präglat av en ekonomisk nedgång och en ledarskapskris efter att den tidigare presidenten Félix Houphouët-Boigny dog 1993. Denna kris ledde till en militärkupp 1999 och en våldsam tvist om resultatet av presidentvalet 2000 . Tre på varandra följande ivorianska ledare – Henri Konan Bédié från 1993, Robert Guéï från 1999 och Gbagbo från 2000 – utnyttjade ideologin Ivoirité för att förtrycka och marginalisera politisk opposition i en process som ökade etniska motsättningar och främlingsfientlighet i landet. Ideologin, som kännetecknas av en exkluderande nationalism gentemot folkgrupper i det främst muslimska norr, institutionaliserades på ett sätt som ledde till att många nordivorianer bland annat utestängdes från medborgarskap. Denna politiska marginalisering och diskriminering skulle bli grunden för det kommande inbördeskriget.
Upproret som ledde till krigets start drevs av krafter som strävade efter ett omval efter valet 2000 och en reform av ivoiritépolitiken. Kriget utbröt den 19 september 2002 när trupper under politisk ledning av Elfenbenskustens patriotiska rörelse (MPCI, Mouvement patriotique de Côte d’Ivoire) som motsatte sig president Gbagbo attackerade tre ivorianska städer, inklusive Elfenbenskustens största stad, Abidjan. Trots att de misslyckades med att ta Abidjan, etablerade rebellerna snabbt kontroll över stora delar av norra delen av landet. Två nya rebellgrupper längs den liberianska gränsen, Rörelsen för rättvisa och fred (Mouvement pour la justice et la paix) och Ivorianska folkrörelsen i det stora västern (Mouvement populaire ivoirien du Grand Ouest), slogs mot regeringsstyrkorna om kontroll om västra territoriet, innan dessa rebellgrupper förenade sig med MPCI under namnet Nya styrkorna i december 2002. Över hela landet stötte oppositionsanhängare samman med Unga patrioter (Congrès panafricain des jeunes et des patriotes) och andra regeringsvänliga miliser.
Konflikten väckte stor internationell uppmärksamhet. Elfenbenskustens tidigare kolonialmakt, Frankrike, som sedan tidigare haft styrkor i Elfenbenskusten, inledde en militär intervention (Opération Licorne) strax efter det första upproret. Den franska interventionen attackerades av ivorianska nationalister som en manifestation av nykolonialism. Detta ledde till ihållande offentliga demonstrationer som kulminerade i dödliga sammandrabbningar 2004 mellan ivorianska och franska styrkor, där 57 människor dog. Förenta Nationerna (FN) var inblandade i konflikten först genom ett politiskt uppdrag, FN-uppdraget i Elfenbenskusten, och sedan genom ett ambitiöst fredsbevarande uppdrag, FN-operationen i Elfenbenskusten, som insattes april 2004 och absorberade den mindre kontingenten av fredsbevarande styrkor som tidigare hade utplacerats av Västafrikanska staters ekonomiska gemenskap.

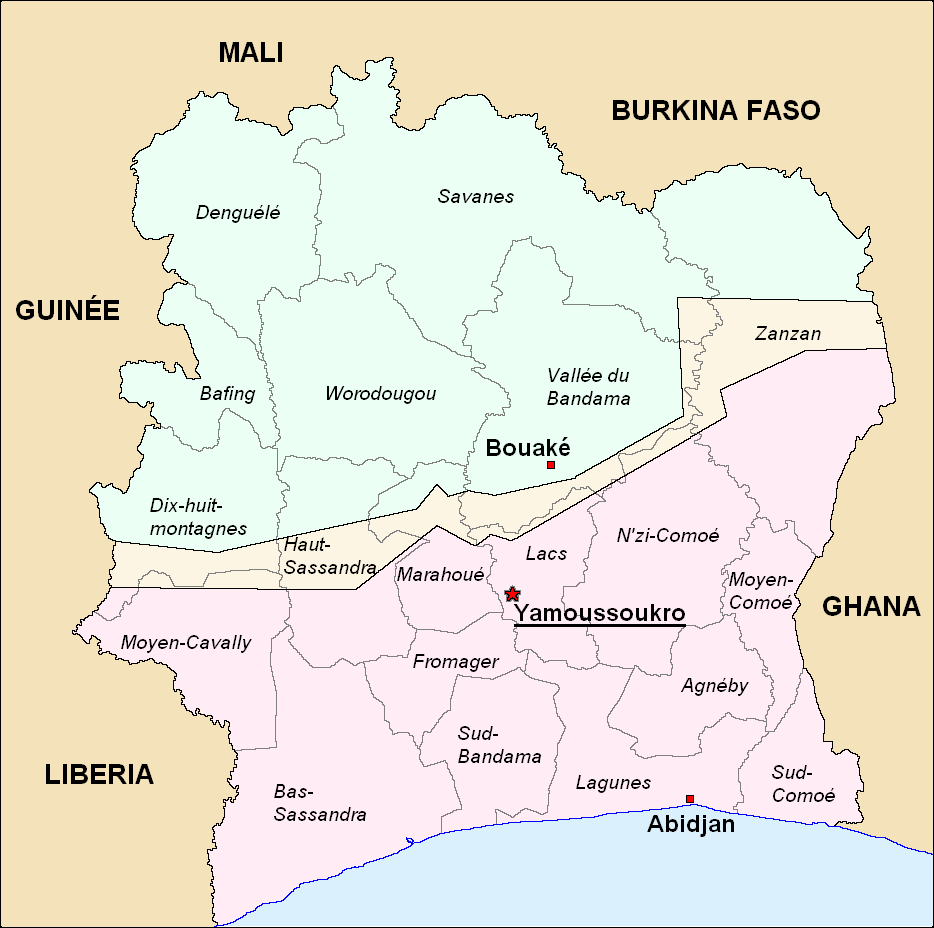
Landsuppdelningen i Elfenbenskusten efter kriget.

Våldet hade i stort sett avtagit i slutet av 2004, men landet förblev under de facto uppdelning – med norr under rebellernas kontroll och söder under regeringens kontroll – medan den politiska krisen fortsatte. Även om Linas-Marcoussis-avtalet i början av 2003 etablerade Regeringen för nationell försoning, där rebellerna och regeringen delade makt, implementerades inte dess bestämmelser om nedrustning och politiska reformer. En politisk överenskommelse nåddes slutligen 2007, när Gbagbo och de nya styrkorna undertecknade freden i Ouagadougou i Ouagadougou, Burkina Faso. Trots detta vägrade Gbagbo att acceptera resultatet av presidentvalet 2010, det första valet sedan 2000, vilket utlöste en förnyad politisk kris som ledde till det andra ivorianska inbördeskriget.